# Кадиші
Кадиші́ (рос. Кадыши, чув. Катăш) — присілок у складі Вурнарського району Чувашії, Росія. Входить до складу Вурманкасинського сільського поселення.
Населення — 136 осіб (2010; 169 у 2002).
Національний склад:
- чуваші — 99 %